# Arbolí
Arbolí ist eine Gemeinde im Süden Kataloniens mit 129 Einwohnern (Stand: 2024) und liegt in der Provinz Tarragona und der Comarca Baix Camp. Zur Gemeinde gehört die Wüstung Gallicant.

## Lage
Arbolí liegt etwa 25 Kilometer nordwestlich vom Stadtzentrum von Tarragona in einer Höhe von ca. 715 m.

## Bevölkerungsentwicklung
| Jahr      | 1970 | 1981 | 1991 | 2001 | 2011 | 2021 |
| Einwohner | 164  | 97   | 138  | 133  | 114  | 126  |

## Sehenswürdigkeiten

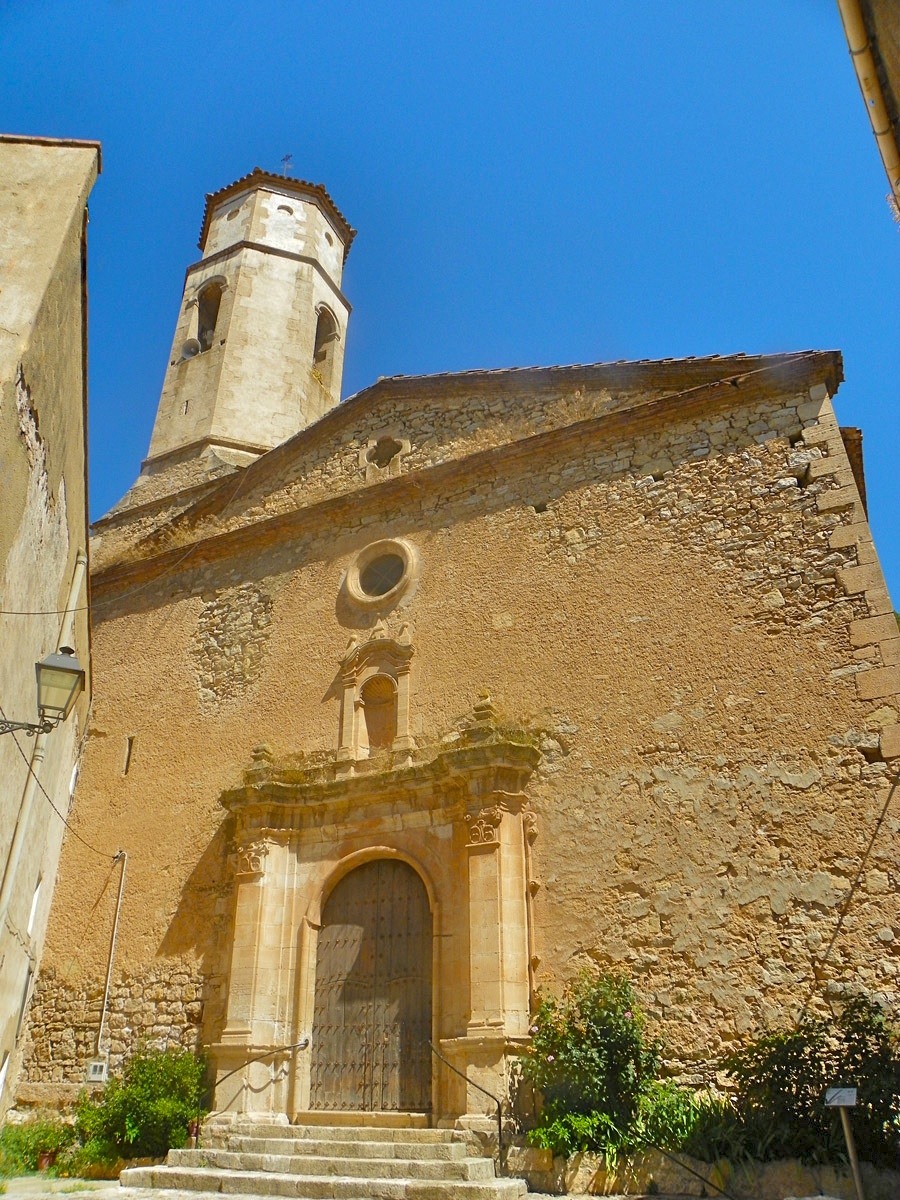
Andreaskirche
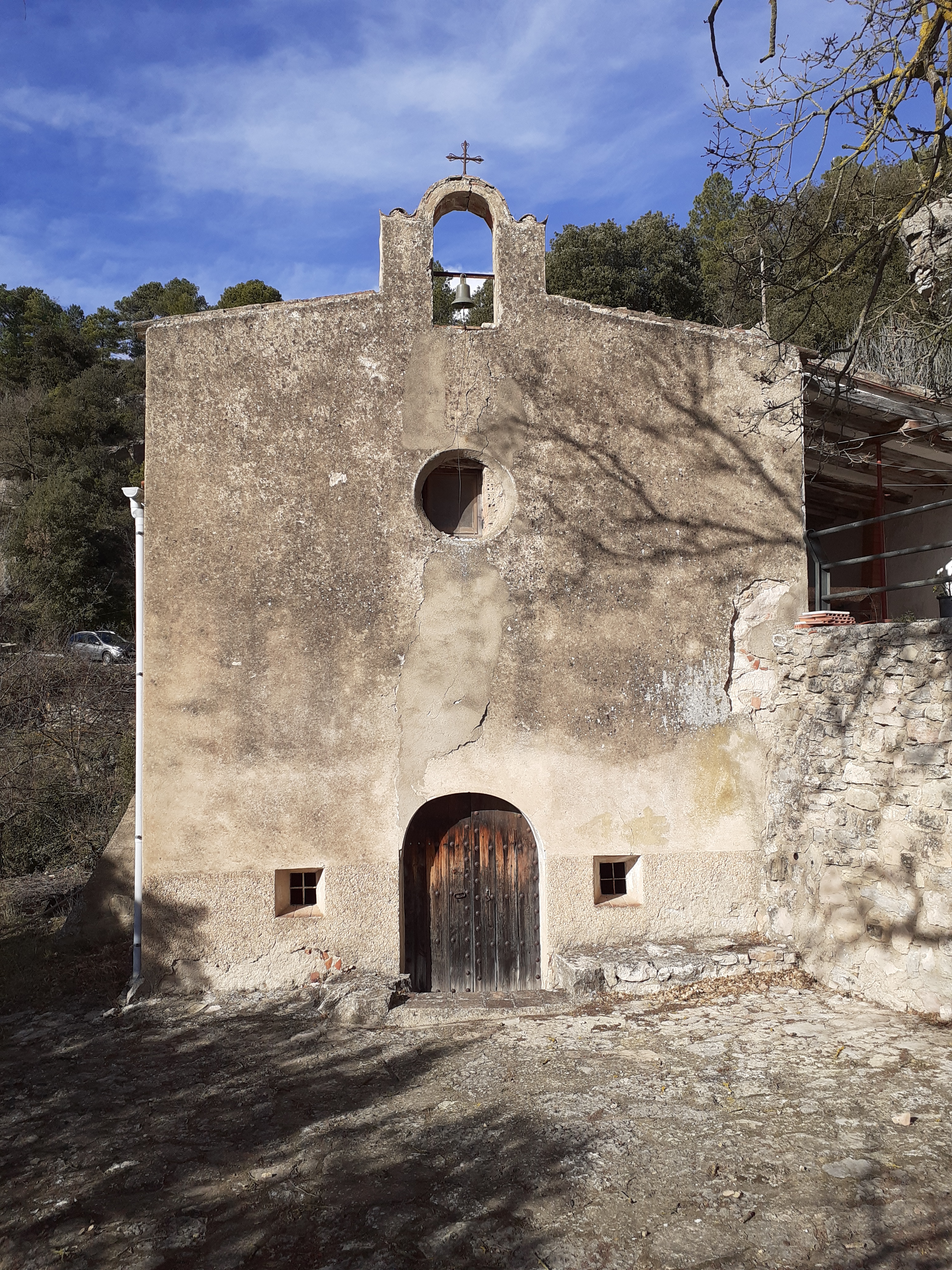
Paulskapelle

- Andreaskirche
- Paulskapelle